# Achalgori (distrikt)
Achalgori (georgiska: ახალგორის მუნიციპალიტეტი, Achalgoris munitsipaliteti) är ett distrikt i Georgien. Det ligger i regionen Mtscheta-Mtianeti, i den centrala delen av landet, 60 km nordväst om huvudstaden Tbilisi. Distriktets administrativa centrum är staden Achalgori.